# Paul Gossel
Paul August Alex Gossel (* 11. September 1881 in Neubukow; † 3. Juli 1966 in Kandern) war ein deutscher Kunsterzieher, Landschaftsmaler und Grafiker.

## Leben
Paul Gossel war ein Sohn des Mühlengesellen und späteren Müllers Christian Gossel und dessen Frau Maria, geborene Wandschneider. 
Ab 1903 war Gossel als akademisch gebildeter Zeichenlehrer in verschiedenen mecklenburgischen Städten tätig, um 1906 etwa in Gnoien, ab 1910 in Parchim. Der Mecklenburgische Staatskalender führte ihn 1913 als Zeichenlehrer der Mittelschule für Mädchen und 1930 in gleicher Funktion am Friedrich-Franz-Gymnasium. Neben seiner beruflichen Tätigkeit war er als Maler, Holzschneider und Bildhauer aktiv. Seine Arbeiten waren vorwiegend Landschafts- und Architekturmotive aus Parchim, die er als Ölbilder, Radierungen und Farb-Holzschnitte ausführte. 1922 hatte er in Parchim gemeinsam mit Lovis Corinth eine Ausstellung. Gossel orientierte sich an der „alt-deutschen“ Kunst der Dürerzeit, fand aber auch zu neusachlichen Anklängen und mitunter genrehaften Motiven.
Paul Gossel heiratete 1906 Minna Taschenbrecker (* 1885), Tochter eines Wismarer Böttchermeisters. Drei Kinder dieser Ehe sind bekannt.

## Werke (Auswahl)
- Kornhocken vor der Stadtsilhouette Parchims, Öl/Malpappe, 39 × 49 cm
- Ältestes Bauernhaus in Mecklenburg, Holzschnitt, 31 × 41,5 cm
- St. Marien zu Parchim Öl, um 1934[6]
- Einsames Gehöft in der Lewitz, Öl, um 1937[7]
- Parchim – St. Georgenkirche und Rathaus, Radierung, 1939, 32,5 × 41 cm